# 332P/Ikeya-Murakami
332P/Ikeya-Murakami est une comète périodique du Système solaire.
Elle a été découverte le 3 novembre 2010 par Kaoru Ikeya et Shigeki Murakami et reçut alors la désignation P/2010 V1.
À la suite de sa réobservation en décembre 2015, la comète reçoit également la désignation P/2015 Y2.
La comète est en réalité constituée d'au moins neuf morceaux, nommés P/2010 V1-A, B, C, D, E, F, G, H et J (la lettre I n'est pas utilisée). La composante B est confirmée le 5 janvier 2016 par le Centre des planètes mineures, avec ses caractéristiques orbitales annoncées dans la circulaire MPEC 2016-A36.